# Lalla Salma

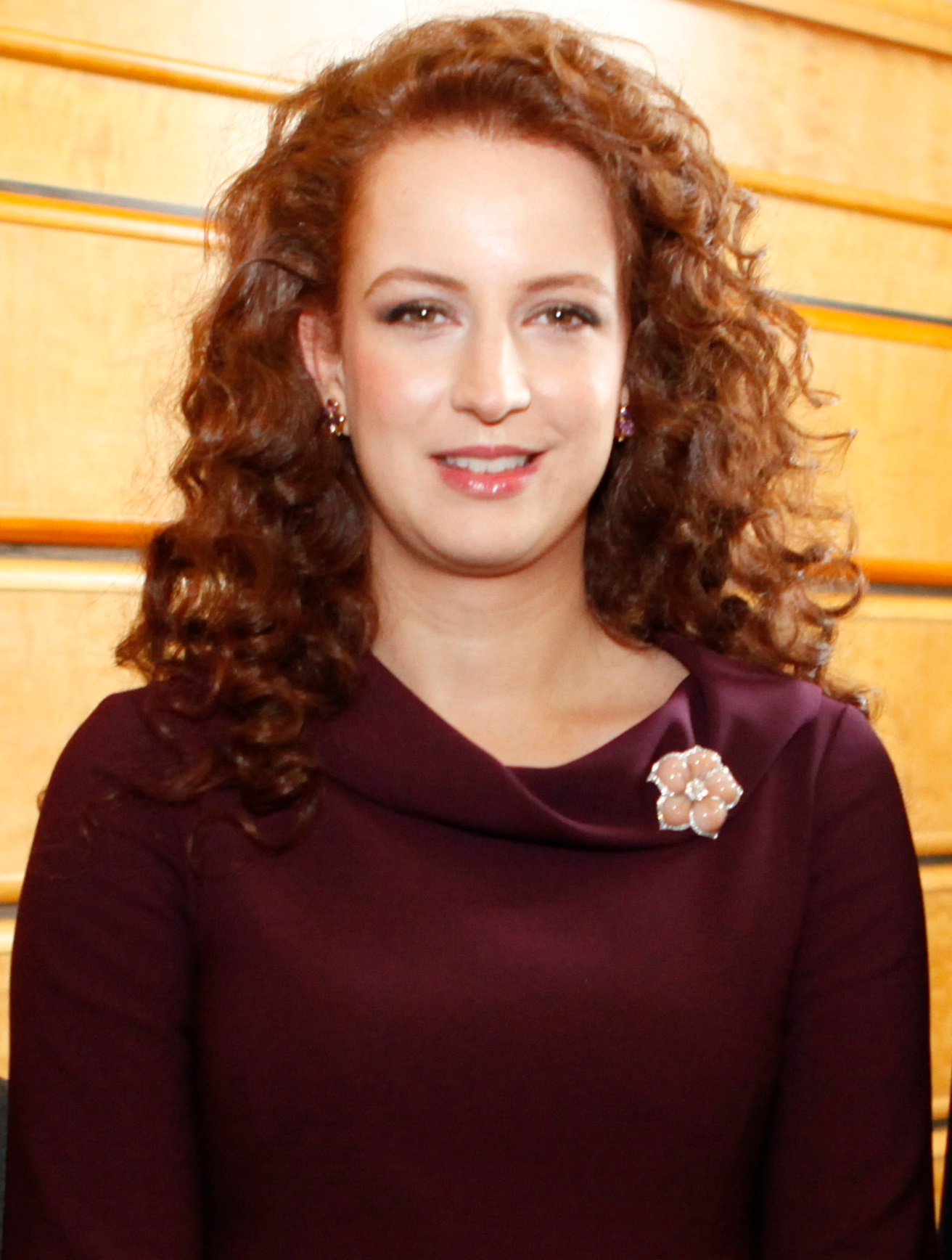
Prinzessin Lalla Salma (2012)

Prinzessin Lalla Salma (* 10. Mai 1978 in Fès, Marokko; bürgerlich Salma Bennani / سلمى بناني / Salmā Binnānī) ist die vormalige Ehefrau des marokkanischen Königs Mohammed VI.

## Leben
Die am 10. Mai 1978 im marokkanischen Fès geborene Salma Bennani ist die Tochter des Lehrers Abdelhamid Bennani, der an der École normale supérieure in Fes unterrichtete, und dessen Ehefrau Naïma Bensouda, die drei Jahre nach der Geburt ihrer Tochter starb. Sie hat eine ältere Schwester und drei Halbschwestern aus der zweiten Ehe ihres Vaters. Nach dem Tod ihrer Mutter wuchs Bennani als Halbwaise mit ihrer Schwester Meryem (die Ärztin wurde) bei ihrer Großmutter mütterlicherseits, Fatma Abdellaoui Maâne, in Rabat auf. Nach dem Besuch einer Privatschule absolvierte sie eine Ausbildung zur Diplom-Ingenieurin im Fach Technische Informatik an der École nationale supérieure d'informatique et d'analyse des systèmes (ENSIAS) in Rabat und arbeitete anschließend in Fes als Informatikerin für eine Firma, die zum Teil der marokkanischen Königsfamilie gehörte.
Im Oktober 2001 verlobte sie sich mit dem marokkanischen König Mohammed VI., den sie zum ersten Mal 1993 getroffen hatte, und heiratete ihn am 21. März 2002. Anlässlich der Heirat wurde sie von ihrem Ehemann in den Stand einer Prinzessin erhoben, ein in der Geschichte Marokkos bis dato einmaliger Vorgang, und führt seither den Namen Lalla Salma. Sie ist Mutter zweier Kinder. Am 8. Mai 2003 wurde ihr Sohn Moulay Hassan, der marokkanische Kronprinz, und am 28. Februar 2007 ihre Tochter, Prinzessin Lalla Khadija geboren.
Neben repräsentativen Aufgaben in der Öffentlichkeit engagierte sich die Prinzessin unter anderem für Frauenrechte in Marokko. Bei der 34. Generalversammlung der UNESCO in Paris am 29. Oktober 2007 hielt sie eine Rede zum Thema Gleichberechtigung.
Sie ist Präsidentin der von ihr 2005 gegründeten Stiftung (Fondation Lalla Salma Prévention et Traitement des Cancers), die sich für Krebsbehandlung und -prävention einsetzt. 2012 wurde sie von der WHO nach Genf eingeladen, um bei der 65. Weltgesundheitsversammlung eine Ansprache zu halten. Für ihre Leistungen im Kampf gegen den Krebs wurde sie im Mai 2017 von Margaret Chan, der damaligen Generaldirektorin der Weltgesundheitsorganisation, mit einer Goldmedaille geehrt.
Im Jahr 2018 berichteten diverse europäische Medien, dass sich die Prinzessin seit Ende 2017 aus der Öffentlichkeit zurückgezogen habe und dass es Spekulationen über eine Trennung bzw. eine bereits vollzogene Scheidung des Königspaares gebe. 2019 veröffentlichte der französische Anwalt des Königs, Éric Dupond-Moretti, ein Kommuniqué über die rechtsgültige Scheidung. Als Mohammed VI. 1999 König wurde, gehörte zu seinen Gesetzesinitiativen das Recht auf Scheidung auch für die Frauen, eine Sensation für die arabische Welt.